# Jerzy Makarczyk
Jerzy Michał Makarczyk (24. července 1938 Varšava – 30. července 2025) byl polský právník, univerzitní profesor a soudce.
Působil jako profesor v oboru mezinárodního práva veřejného v Polsku, ve Velké Británii a v Japonsku. V letech 1989–1992 zastával úřad státního tajemníka pro zahraniční věci. V letech 1992–2002 byl soudcem Evropského soudu pro lidská práva. V letech 2004–2009 byl soudcem Evropského soudního dvora.
Je autorem několika publikací o mezinárodním právu veřejném, evropském právu a lidských právech.